# 小草原松鸡
，是鸡形目雉科的一种鸟类。
小草原松鸡体重约745.82克，翼长约205毫米，嘴峰长约24.7毫米，喙宽度约9.6毫米，喙厚度约10毫米，跗蹠长约40.9毫米，尾长约138毫米。小草原松鸡在其分布区内为留鸟，其栖息在开放的草原环境中，食性为杂食性，主要食物来源是陆生无脊椎动物。
该物种分布于美国中南部的干旱草原。